# Mary LeGault
Mary Alice LeGault, née le 22 janvier 1987 à Van Nuys (Los Angeles), est une actrice américaine.

## Biographie
Elle s'est fait connaître en 2009, en jouant un des rôles principaux de la série télévisée Life on Top.

## Filmographie
- 2013 : Chicks Dig Gay Guys : Lizzy
- 2011 : Undeclared Love : Sophie
- 2011 : A Day in the Life of Plain Jen : Crystal
- 2011 : Hack to the Future : Lisa
- 2011 : Rift : Rachel Tompson
- 2011 : 10/10 : Angie
- 2010 : GhettoPhysics (en)
- 2010 : Room service : Amanda
- 2009 : Life on Top (série TV) : Sophie
- 2009 : Murder Loves Killers Too : Tamra
- 2009 : Forbidden Science (en) (série TV) : Laura
- 2007 : Sin City Diaries (série TV) : Darla